# Huacho
Huacho es una ciudad peruana, capital del distrito homónimo y de la provincia de Huaura ubicada en el departamento de Lima. Es sede del Gobierno Regional de Lima.
Está ubicada en una bahía formada por el océano Pacífico a 148 km al norte de la ciudad de Lima, próxima a la desembocadura del río Huaura.
La ciudad de Huacho, según el INEI, cuenta con una población de 173 585 hab. al 2022.
Está próxima a la reserva nacional de Lachay. Su área urbana sobrepasa los límites del distrito de Huacho y se conurba con los distritos de Santa María al Este y Huaura, Hualmay y Carquín al Norte.

## Toponimia
Miguel de Estete junto a Hernando Pizarro, en su viaje desde Cajamarca a Pachacámac, hace la primera descripción etimológica de Huacho, cuyo nombre provenía de las huachuas (Oressochen melanopterus), aves semejantes a las perdices europeas.

(...) Un pueblo que se dice Huacho, que se le puso nombre “el pueblo de las perdices”, porque en cada casa había muchas perdices (huachuas) puestas en jaulas.
Miguel de Estete (1532) - Folio 13v.

## Geografía
Asentada en el fondo de una amplia bahía, es de clima agradable y seco. En sus inmediaciones, y gracias al agua aportada por los cauces que caen rápidamente de la Cordillera Occidental de la Andes en el nudo de Pasco - el río Huaura - es donde se cultiva arroz, algodón, caña de azúcar y diferentes frutas y cereales. Ello ha da lugar a una industria algodonera de importancia así como a fábricas de jabones y aceites. Gracias a su clima seco se desarrolla una actividad ganadera importante, especialmente en vacunos y aves. Son interesantes las salinas, y sus playas como El Paraíso, en donde se ubica el complejo arqueológico de Bandurria. La importante producción de caña se concentra en el valle de Huaura.
Está comunicada con ciudades del interior como Sayán u Oyón y gracias a la conexión de la carretera de Yanahuanca hacia Ambo en la Carretera Central, se conecta con Huánuco y Pucallpa, así como con ciudades del norte y sur como Trujillo o Lima, a través de la carretera Panamericana.
Huacho es una de las principales ciudades del norte de Lima. Entre sus atractivos destaca su antiguo casino, construido por la familia Salinas, hacendados de la zona hasta los años 50, y cuyas distintas ramas, fueron alternativamente dueñas de las Haciendas Andahuasi, Quipico, Humaya o Los Ángeles. Otras familias importantes de hacendados de los valles alrededor de Huacho son los De Las Casas, Alor, Agüero, Crousillat, De Rutté, Dall'Orto, Urbano, Letts o Larraburre.
Destaca entre los huachanos la importante comunidad de origen asiático, cuyos antepasados vinieron en su mayoría contratados por las haciendas de la zona.
Huacho limita por el oeste con el Océano Pacífico, por el norte con el Distrito de Hualmay, por el sur con la Provincia de Huaral a la altura de la quebrada de Río Seco, y por el este con el Distrito de Santa María, limitando además por los lados este y sur de dicho Distrito.
Huacho tiene una universidad pública, la Universidad Nacional José Faustino Sánchez Carrión, que cuenta con diversas facultades, destacándose entre ellas la Facultad de Medicina Humana e Ingeniería.

### Clima

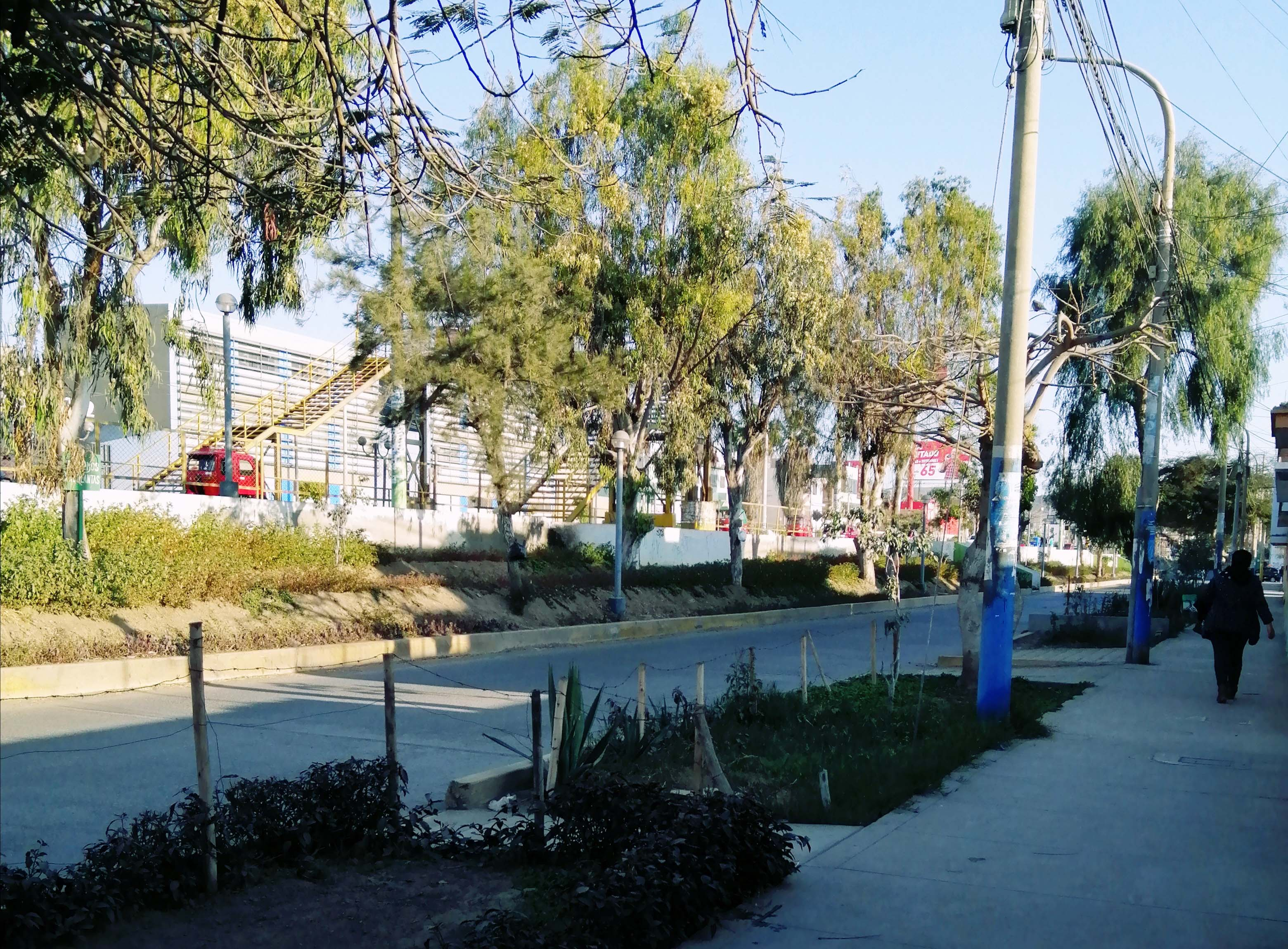
Avenida Panamericana Norte.

| Parámetros climáticos promedio de Huacho | Parámetros climáticos promedio de Huacho | Parámetros climáticos promedio de Huacho | Parámetros climáticos promedio de Huacho | Parámetros climáticos promedio de Huacho | Parámetros climáticos promedio de Huacho | Parámetros climáticos promedio de Huacho | Parámetros climáticos promedio de Huacho | Parámetros climáticos promedio de Huacho | Parámetros climáticos promedio de Huacho | Parámetros climáticos promedio de Huacho | Parámetros climáticos promedio de Huacho | Parámetros climáticos promedio de Huacho | Parámetros climáticos promedio de Huacho |
| Mes                                      | Ene.                                     | Feb.                                     | Mar.                                     | Abr.                                     | May.                                     | Jun.                                     | Jul.                                     | Ago.                                     | Sep.                                     | Oct.                                     | Nov.                                     | Dic.                                     | Anual                                    |
| ---------------------------------------- | ---------------------------------------- | ---------------------------------------- | ---------------------------------------- | ---------------------------------------- | ---------------------------------------- | ---------------------------------------- | ---------------------------------------- | ---------------------------------------- | ---------------------------------------- | ---------------------------------------- | ---------------------------------------- | ---------------------------------------- | ---------------------------------------- |
| Temp. máx. media (°C)                    | 26.1                                     | 27                                       | 26.5                                     | 25.1                                     | 22.7                                     | 21                                       | 20.3                                     | 19.9                                     | 20.2                                     | 21.1                                     | 22.7                                     | 24.6                                     | 23.1                                     |
| Temp. media (°C)                         | 21.9                                     | 22.7                                     | 22.2                                     | 20.9                                     | 18.9                                     | 17.6                                     | 16.9                                     | 16.5                                     | 16.7                                     | 17.3                                     | 18.7                                     | 20.1                                     | 19.2                                     |
| Temp. mín. media (°C)                    | 17.7                                     | 18.4                                     | 18                                       | 16.7                                     | 15.1                                     | 14.2                                     | 13.6                                     | 13.1                                     | 13.2                                     | 13.6                                     | 14.7                                     | 15.6                                     | 15.3                                     |
| Fuente: climate-data.org                 |                                          |                                          |                                          |                                          |                                          |                                          |                                          |                                          |                                          |                                          |                                          |                                          |                                          |

#### Temperatura
La temperatura media más alta, varía desde 20,9 °C hasta 23,9 °C en el mes de febrero, apreciándose el efecto termorregulador de las aguas del mar, en el sentido de que las temperaturas se presentan moderadas.

#### Humedad
Con relación a la variación media anual de la humedad relativa, los valores más altos registrados corresponden a 87% en el mes de agosto y los más bajos con 60% en el mes de julio.

#### Viento
Predominan en las primeras horas de la mañana vientos del sur-este y sur con una velocidad de 1,5 m/s. Al mediodía predominan vientos del oeste y noroeste con velocidades de 3,8 m/s y en las últimas horas de la tarde prevalecen vientos del sur-este con velocidad de 3,7 m/s y vientos esporádicos del noroeste con 2 m/s.</ref>Plan de Desarrollo Concertado 2009-2021, Municipalidad de Huacho</ref>

## Gobierno y administración
Huacho es la capital de la provincia de Huaura, es sede del Gobierno Regional de Lima y de los órganos técnicos de su competencia.

### Administración municipal
La Municipalidad Provincial de Huaura se rige según lo estipulado en la ley orgánica de municipalidades y tiene competencia en todo el territorio de la provincia. Su autoridad no está restringida a la ciudad y no existe un órgano de gobierno de la ciudad como tal, siendo las municipalidades de los distritos que conforman la ciudad las que tienen competencia en temas relativos a sus propios distritos. La municipalidad provincial está facultada para regular, promover y asegurar la conservación del patrimonio cultural de la ciudad y planificar el desarrollo urbano de la misma, con capacidad para realizar acciones específicas como la: formulación y ejecución de planes, cuidado y mantenimiento de los ambientes y edificios históricos.

### Conurbación
La conurbación de acuerdo al Instituto Nacional de Estadística e Informática se extiende por cinco distritos: Distrito de Huacho, Distrito de Santa María, Distrito de Hualmay, Distrito de Caleta de Carquin y Distrito de Huaura.
Según proyecciones oficiales de población publicadas por el Instituto Nacional de Estadística e Informática en el año 2012 es la decimonovena ciudad más poblada del país, alcanzando una población en más de 200,000 habitantes.
| Distrito                                                                                       | Población |
| ---------------------------------------------------------------------------------------------- | --------- |
| Huacho                                                                                         | 39.303    |
| Santa María                                                                                    | 32.747    |
| Hualmay                                                                                        | 30.777    |
| Carquín                                                                                        | 7.465     |
| Huaura                                                                                         | 37.403    |
| Cono Sur de Huacho*                                                                            | 25.890    |
| Total área urbana                                                                              | 173 585   |
| (*) Forma parte del Distrito de Huacho Fuente: Instituto Nacional de Estadística e Informática |           |

#### Área metropolitana
El surgimiento del área metropolitana resultado de la unión urbana y política, deviene como efecto de un crecimiento muy notorio y a la vez desordenado en algunos sectores, crecimiento en su mayoría horizontal, en la última década del siglo XX. El área metropolitana que tiene por cabeza a la ciudad y está compuesta por el continuo urbano conformado por las áreas urbanas de los distritos de Huacho, Santa María, Hualmay, Carquín y Huaura, cuya unión urbana es reconocido en el Plan de Desarrollo Concertado de la provincia de Huaura que define la cooperación mutua de los distritos involucrados en beneficio de promover y alcanzar el desarrollo urbanístico, económico y social como una sola ciudad integrada.

## Historia

### Imperio Chimú
La ciudad de Huacho fue parte del Imperio Chimú o Reino Chimú en su máxima expansión que llegó a durar desde los 1000 a 1470 años.
Al llegar los españoles al valle de Huaura encontraron a un pueblo inmerso en su cultura autóctona (Cultura chancay) con una tecnología desarrollada, es decir: construcciones, canales de regadío, agricultura avanzada, medicina y cirugía metalurgia (oro, plata, cobre), textilería (fibras, tintes) e incluso cerámica.

### Época del virreinato
Todo este mundo propio fue remecido por el impacto de la cultura hispánica, resistiendo duramente hasta la imposición del virrey Francisco de Toledo quien dispuso agrupar a los distintos ayllus de indios que se establecieron en la zona en una reducción, escogiendo para ello la bahía de "Guacho"; para ello se desvió el curso del río Huaura, de actualmente el centro de Huacho hacia la actual zona de Carquín, agrupándose a los diferentes ayllus de las zonas circundantes. La instauración de la advocación del pueblo al apóstol San Bartolomé, el día 24 de agosto hizo que el pueblo sea mencionado como San Bartolomé de Huacho, pero este pueblo no tiene fundación española.
Durante el Virreinato del Perú la ciudad era una aldea y centro pesquero donde, al paso de los años, se estableció como puerto y caleta pesquera. En 1744 el virrey Antonio José de Mendoza Caamaño y Sotomayor otorgó a Huacho la categoría de pueblo permitiéndose construir su plaza principal, en un terreno donde se encontraba un criadero de caballos y mulas.
Es la tierra natal del compositor y organista José de Orejón y Aparicio

### Época de la Independencia
La escuadra libertadora habiendo salido de Valparaíso el día 14 de enero de 1819 y efectuando un largo bloqueo sobre el Callao y otros puertos de la costa, se encontraron sin agua y víveres en mal estado por la cual la Escuadra estaba dispuesta a retirarse a Chile; Sin embargo, pudieron divisar el puerto de Huacho donde finalmente lograron desembarcar el día 28 de marzo de 1819 donde encontraron la hospitalidad y apoyo de su gente, pudiendo abastecer de agua y víveres necesarios para continuar el bloqueo en la costa central del Perú.
El marino británico Thomas Alexander Cochrane, ordenó la marcha a Huaura de 400 Soldados siendo ayudados en el traslado de esta por huachanos con caballería y bueyes, donde tomaron el puente de Huaura y posteriormente la villa sin mayor esfuerzo.

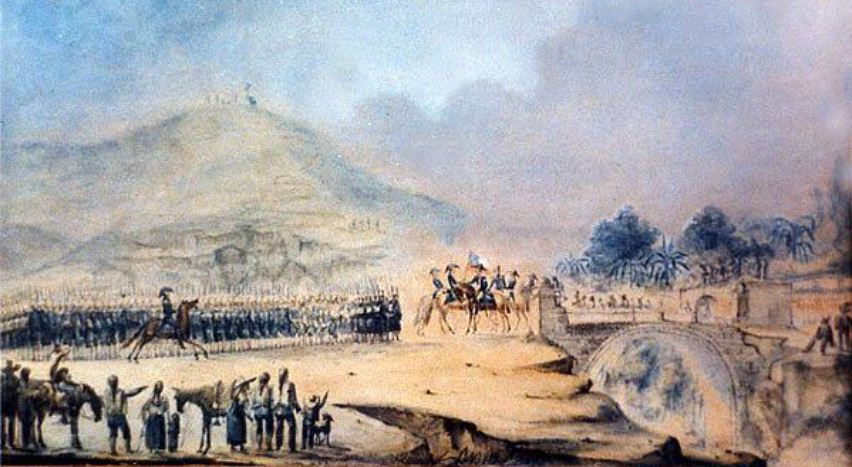
Toma del Puente Huaura.

El 1 de abril de 1819 le llega un escrito al Virrey Pezuela de la llegada de la escuadra a Huacho, decidiendo enviar a 700 hombres llegando el día 6 de abril a Huacho encontrando al pueblo totalmente desierto, habiendo sus habitantes desaparecido en las huertas y montes y la Escuadra terminaba de zarpar en la tarde de ese día; sin embargo, lograron capturar a 9 hombres y una mujer, siendo víctimas de tortura y posterior fusilamiento cuatro de ellos. En los próximos meses, el pueblo de Huacho se encontraba desierto por la ocupación del ejército realista que en represalia destruían las viviendas y era común las torturas y muertes de los hombres por traición.
Al término de las violentas represalias, el ejército realista se retira quedando sólo un grupo; sin embargo, cuando se pensaba que todo había terminado, el día 10 de noviembre de 1820 llega al puerto de Huacho José de San Martín junto con el Ejército Libertador desembarcando los días 10, 11 y 12 desatándose una pequeña batalla con el pequeño grupo de soldados realistas, logrando reducirlos en el tiempo que duró el desembarco. Recuperándose la paz en Huacho y en agradecimiento los pobladores declararon ser fieles a la causa libertadora. Posteriormente José de San Martín proclama, según la tradición oral, la libertad del Perú el 27 de noviembre de 1820 en el Balcón de Huaura.
El 12 de febrero de 1821, Huacho es elevada a distrito, perteneciente a la provincia de Chancay, en el departamento de Lima.

### Época Republicana
La Asamblea Constituyente, El recién creado Congreso decide reconocer la participación del pueblo de Huacho a la causa de la Independencia del Perú otorgándole la categoría de Fidelísima Villa, el día 16 de abril de 1828, bajo la presidencia de don José de La Mar.
El 23 de enero de 1830 la Provincia de Chancay fue unida a la provincia del Santa señalando como su capital provincial la Villa de Supe. Pocos años después se volverían a separar ambas provincias, quedando Chancay dentro del departamento de Lima y Santa en el departamento de Ancash. En esos momentos se estableció como capital de la provincia de Chancay la ciudad de Huaura.

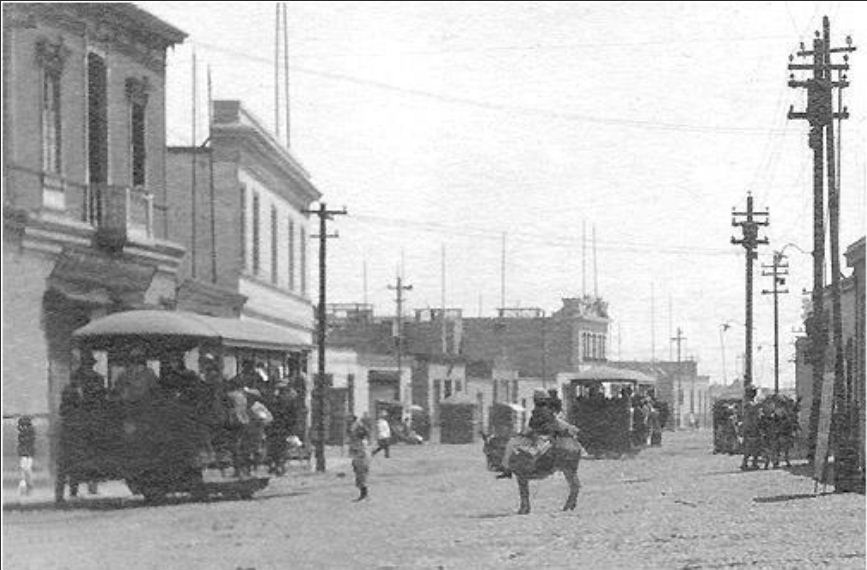
Av. 28 de Julio a principios del.

En agosto de 1836 desembarcan en Huacho el Mariscal Luis José de Orbegoso y Moncada acompañado de sus ministros, Generales y otros e instauran la asamblea constituyente, con el Palacio Legislativo en la Iglesia de San Francisco y el Palacio de Gobierno en el Balcón de Huaura, redactándose las primeras Leyes como la prórroga del mandato Presidencial entre comunicaciones y proclamas.
El día 29 de diciembre de 1856 se ratifica la creación la Provincia de Chancay con los distritos de Huacho, Huaral, Chancay, Sayán, Supe, Barranca, Pativilca, Paccho y Checras.
En el año 1861 se restaura el Muelle del puerto haciéndolo más resistente al peso y oleajes, preparándolo para desembarco de grandes naves, convirtiéndose en un puerto mayor.
El 23 de enero de 1866, se designa a la Fidelísima Villa de Huacho, como Capital de la Provincia de Chancay.
El 24 de septiembre de 1867, Huacho recibió nuevamente la visita de Antonio Raimondi quien destacó el adelanto que tenía en la época.
Durante el gobierno del presidente Manuel Pardo, el 10 de noviembre de 1874 el Congreso de la República decide elevar a Huacho a la Categoría de Ciudad y ratificarla como capital de la Provincia de Chancay (hoy Barranca, Huaura y Huaral), haciéndola coincidir con el día del desembarco de José de San Martín en Huacho, mediante su artículo único:

Elévese al rango de Ciudad, la villa de Huacho, que será la Capital de la Provincia de Chancay.

El 10 de noviembre es una fecha que es celebrada por los huachanos por el reconocimiento de su participación en la Independencia del Perú y por la fecha en que fue elevada al rango de Ciudad, más que la fecha de su creación, que fue el 24 de agosto.
Huacho tuvo desde 1890 un servicio de tranvía urbano a tracción animal, es decir, usando mulas o caballos para su desplazamiento llamados "tranvías de sangre". El servicio, se extendía hasta Huaura y desde 1920 hasta comienzos de los años 30 se electrificó, siendo la primera ciudad, después de Lima, en tener un tranvía eléctrico propio.

### SigloXX
Desde 1911, fue sede principal del Ferrocarril Noroeste del Perú que unía a Huacho con Ancón, Sayán y Barranca.
Durante las protestas por la jornada de las 8 horas laborables en 1916 y 1917, se producen huelgas, movilizaciones y masacres en Huacho debido a que los peones agrícolas reclaman aumento de salarios y ocho horas de trabajo. En 1917, es abaleada una marcha de esposas, peones y apañadoras de algodón que desfilaban con sus hijos por las calles de Huacho. Aún no se puede precisar cuántas mujeres perecieron en esa matanza, ni tampoco aclarar con pruebas exactas, el desarrollo de los acontecimientos.
Huacho se mantuvo como capital de la provincia aun cuando se separó de Chancay (hoy provincia de Huaral) y se creó la provincia de Huaura. Actualmente, la ciudad de Huacho también es la capital del Gobierno Regional de Lima.

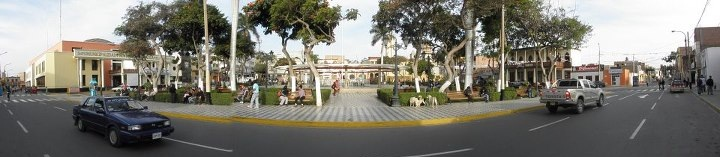
Panorámica de la Plaza de Armas de Huacho.

## Economía
La economía de la ciudad está sustentada principalmente en la industria, comercio y servicios, cuya configuración geográfica se ubican las actividades comerciales, de servicio y de atención financiera en el centro cuyos cordones industriales, se han trasladado a las zonas periféricas.
Se estima que existen 32,969 Pymes y en el sector industrial el 62% de la producción total se dirige al consumo interno mientras que el 38% hacia la exportación. La Población Económicamente Activa es del 79,6% con un Ingreso per cápita mensual familiar de 680.4 soles, siendo el más alto de la Región Lima.

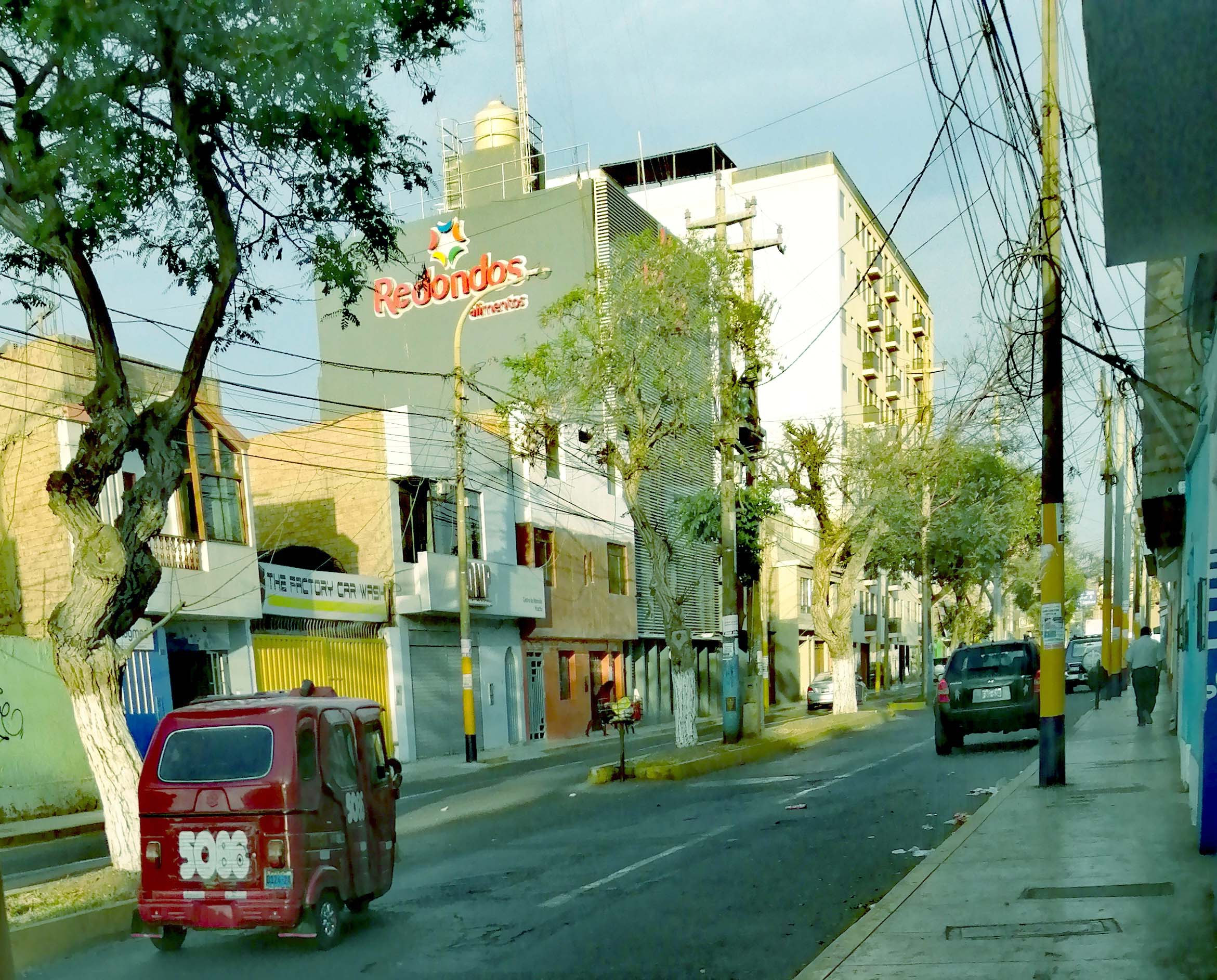
Sede de la compañía de alimentos Redondos.

### Industria
Gran parte de su industria se basa en la producción de Sal, esto en los yacimientos salinos que se encuentran ubicados a 30 km al sur de la ciudad de Huacho, Zona conocida como Las Salinas de Huacho.
También es reconocida por tener un puerto en el cual existen fábricas que se dedican al procesamiento de harina de pescado y conservas así como diferentes empresas pesqueras que se encargan de explotar las especies marinas.
También se destacan las empresas agroindustriales dedicadas a la exportación de frutas, aguacate Hass y espárragos, por otro lado con la producción de bebidas gaseosas con la embotelladora San Miguel del Sur cuya planta industrial es la segunda más grande del Perú y los centros de acopio de Néctar Frugos y Leche Gloria.
Así mismo, se encuentra la Empresa Agraria Azucarera Andahuasi, la empresa más grande del Norte Chico, la misma que da trabajo a 2000 personas, aproximadamente; esta empresa se dedica a la producción de azúcar y alcohol.
Otra de las importantes empresas que cuenta con sede en Huacho es Redondos, una de las más importantes integraciones avícolas del país. Sus granjas de pollo se extienden desde Chancay hasta Huarmey; además, cuenta con plantas de incubación, alimento balanceado y procesamiento de carnes.

### Comercio y Servicios

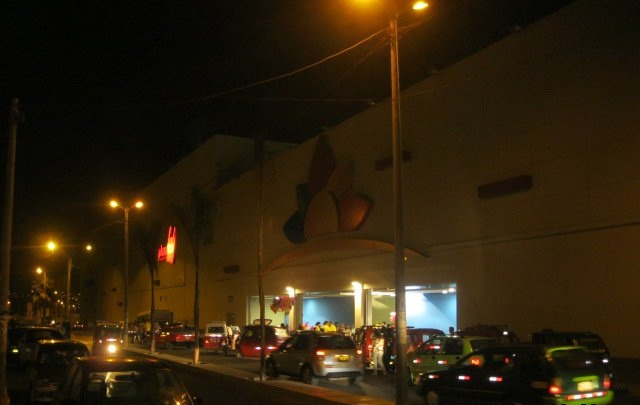
Frontis del centro comercial Plaza del Sol Huacho.

Las actividades de servicios con inclusión de actividades económico-financieras se ubican principalmente en el cercado de Huacho que comprende la zona de intercambio comercial donde se concentran los edificios públicos principales, bancos, centros comerciales entre otros a lo largo de las principales avenidas de circulación de la ciudad, y el centro de la ciudad incluyendo las áreas del mercado central y los alrededores de la Plaza Principal de Huacho.

### Turismo
Esta actividad económica está poco desarrollada, pese a su efecto multiplicador en el desarrollo económico regional, por constituir una importante fuente de generación de divisas y empleo, contribuyendo indirectamente con los ingresos fiscales y las inversiones. La ciudad de Huacho cuenta con establecimientos de servicios turísticos como hoteles, restaurantes, peñas turísticas, discotecas, karaokes, pubs, centros comerciales y casinos tragamonedas.

## Población

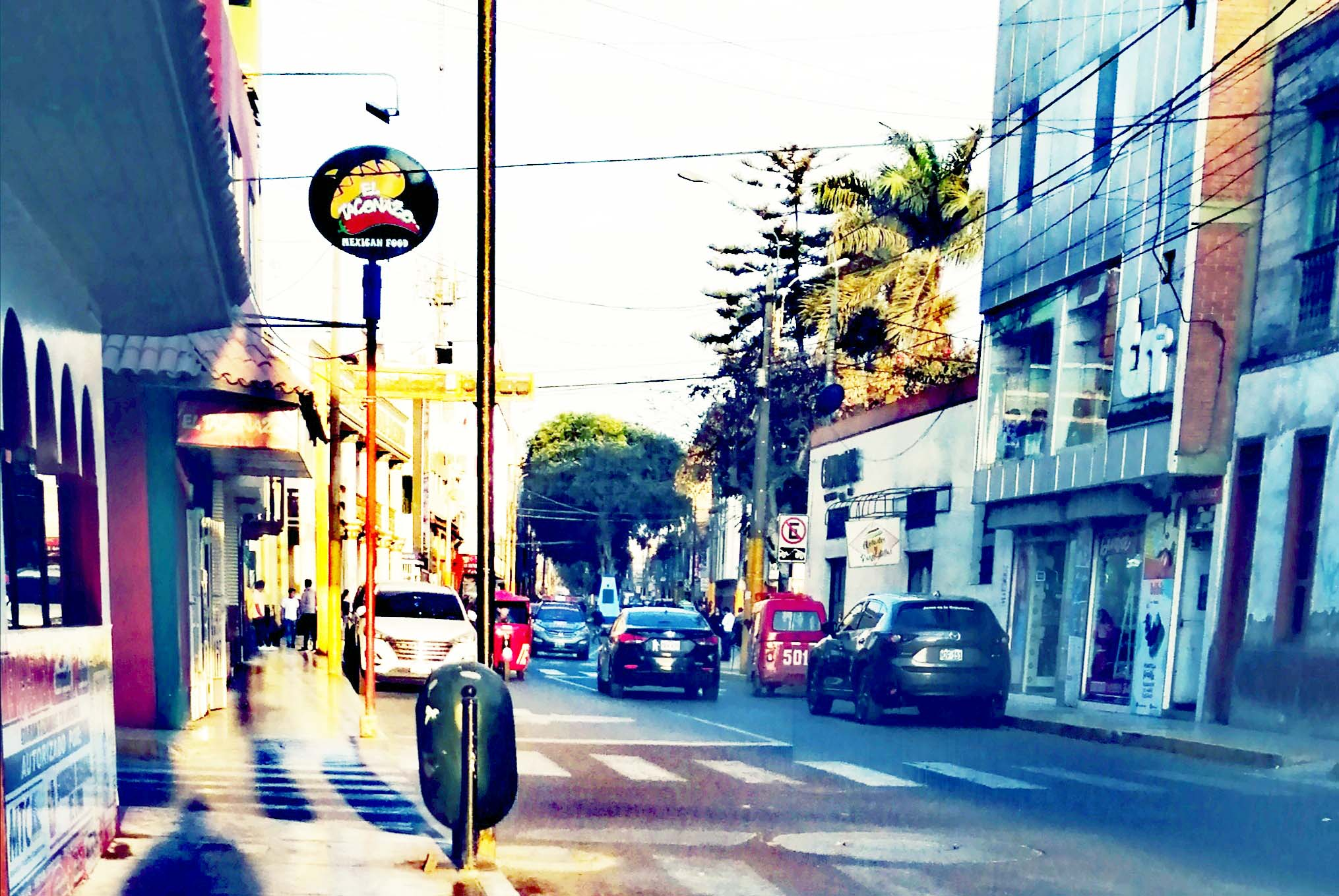
Vista de una de las calles tradicionales de Huacho.

La ciudad de Huacho tiene una población mayoritariamente mestiza. Sin embargo existen importantes colonias minorías, producto de las migraciones, por ejemplo las minorías italianas, chinas, japonesas, argentinas y españolas de la segunda colonización.
El crecimiento que ha tenido la ciudad en las últimas décadas, al igual que varias de las ciudades de la costa del Departamento, ha sido en gran parte debido a los siguientes factores: al inicio del proceso nacional de urbanización de los años 60; al terremoto de Huaraz en 1970, gran causante de corrientes migratorias hacia las provincias del norte del departamento de Lima, a la aplicación de la Reforma Agraria que consolidó localmente a la población campesina del valle, transformando al hermoso bosque virgen que era la campiña de Huacho en una campiña contaminada y repartida tan desordenadamente que se aprecia la poca importancia que dieron los alcaldes de Huacho a este problema. Lo que generó nuevas demandas en actividades de comercio y servicios; y, durante la época del terrorismo como, lugar de refugio para las poblaciones afectadas, lo que se expresa en la tasa de crecimiento de su población, pese a la caída de la población provincial entre 1981 y 1993.
La Dirección de Desarrollo Urbano del Ministerio de Transportes y Comunicaciones, ha ubicado a Huacho dentro de la tipología de un centro administrativo de servicios especializados: financiero, comercial, industrial, portuario y turístico.
En cuanto a la evolución de la población de la ciudad de Huacho, tiene un crecimiento del 4% anual, con una expansión del casco urbano principalmente en el Sur y Este de la ciudad.

## Transporte
El sistema vial y de transporte de Huacho opera de modo interconectado en tres niveles: El nacional, el regional y el local y mantiene la operación de la ciudad de manera simultánea: como un núcleo de importancia de la red nacional de ciudades, como capital regional y como área urbana integrada, comprendido en 3 niveles de vías:
- Nacionales: la Panamericana Norte cuyo trazo corta de manera transversal a la ciudad. Se prevé la construcción de su segunda calzada y 4 Intercambios viales, que garantice el flujo directo sin interrupción, tanto en la Panamericana como en la ciudad.[15]

- Regionales: la carretera Huacho Sayán (Pavimentada) – Churín Oyón (Pavimentada) – Yanahuanca Ambo (Afirmado), se prevé la pavimentación total de la Vía Huacho – Ambo para una mejor interconexión con las regiones de Huánuco, Pasco y Ucayali.[16]

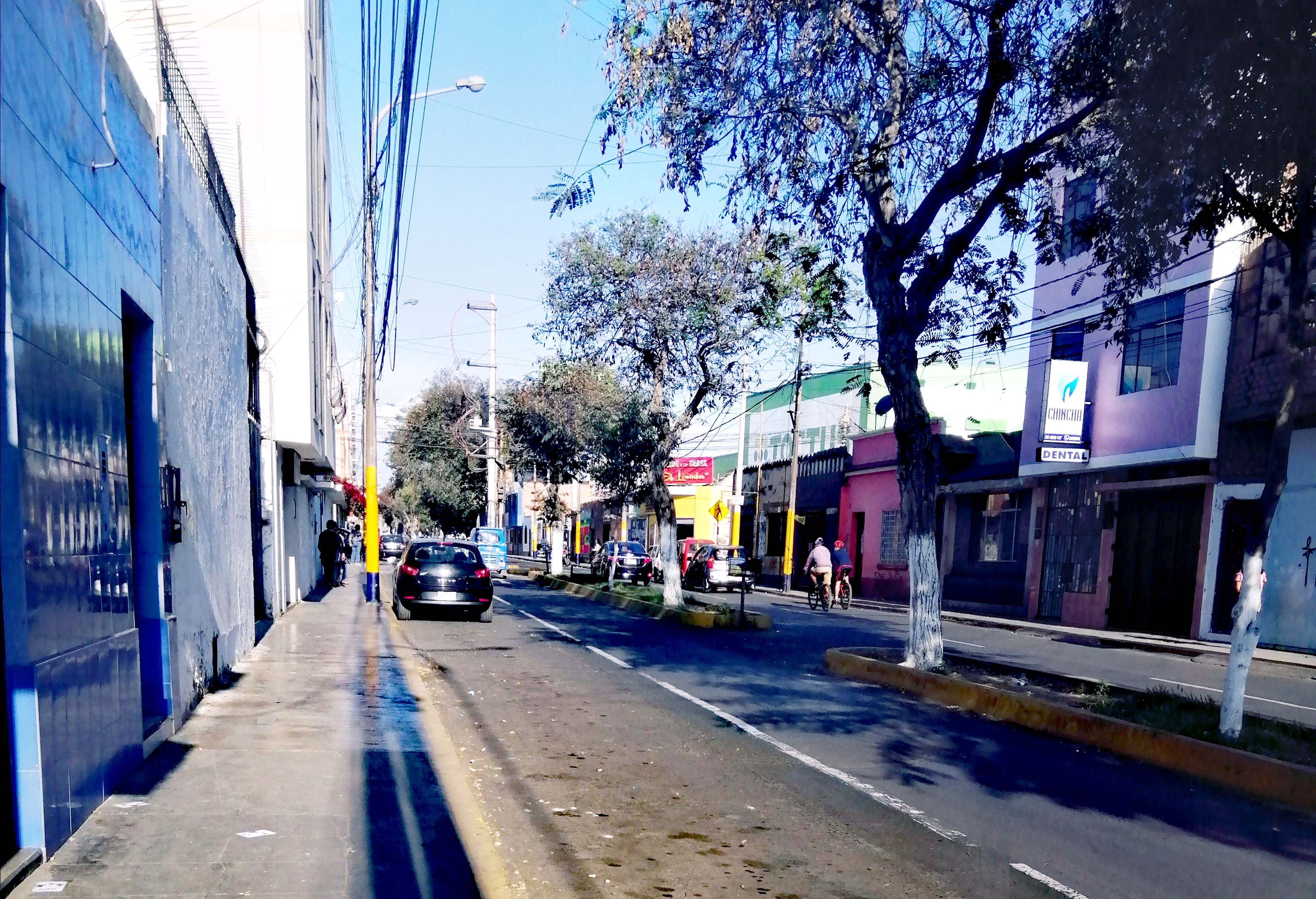
Avenida Grau en el centro de la ciudad.

- Avenida Grau en el centro de la ciudad.Locales: Desde el punto de vista local, la ciudad posee una configuración interna cuadrática, con un sistema de vías diagonales que conectan el cercado de Huacho con los distritos de Hualmay, Caleta de Carquín, Santa María, Huaura y el cono sur.

### Transporte interno
La situación del servicio de transporte de pasajeros que se viene brindando en el sistema vial de la ciudad, muestra que el servicio a los pasajeros se realiza principalmente mediante mototaxis. La frecuencia de viajes es por lo general diaria y esta crece enormemente, teniendo la configuración siguiente: el 9 % está integrada por los vehículos de transporte público, el 19 % por autotaxis, el 32 % auto-colectivos y el 40 % lo cubre la línea de mototaxis. El tiempo del transporte tiene una media de 15 minutos de duración en auto.
Actualmente el parque automotor de mototaxis en el centro de Huacho se encuentra cerrado por la municipalidad quedando prohibido cualquier trámite para registrar nuevas unidades menores que deseen operar en la zona, estando registradas 3053 unidades.

### Transporte externo
El servicio de Transporte externo e interprovincial se realiza principalmente mediante omnibuses o combis; en contados casos se utilizan automóviles, especialmente para las ciudades de Sayán y Barranca.
El transporte hacia la ciudad de Lima está operado por 6 empresas de transporte que operan en el terminal terrestre de Huacho; el transporte hacia el norte del País la operan 8 empresas de transporte en la zona del Puente Huaura. La frecuencia de viajes es por lo general diaria con un intervalo de espera de 15 minutos.

## Distritos
La ciudad de Huacho está dividida en 4 distritos.
| Pos   | Distritos   | Población |
| ----- | ----------- | --------- |
| 1     | Huacho      | 68 599    |
| 2     | Hualmay     | 28 388    |
| 3     | Santa María | 39 330    |
| 4     | Carquin     | 8 491     |
| Total | Total       | 144 808   |

## Deporte

### Fútbol

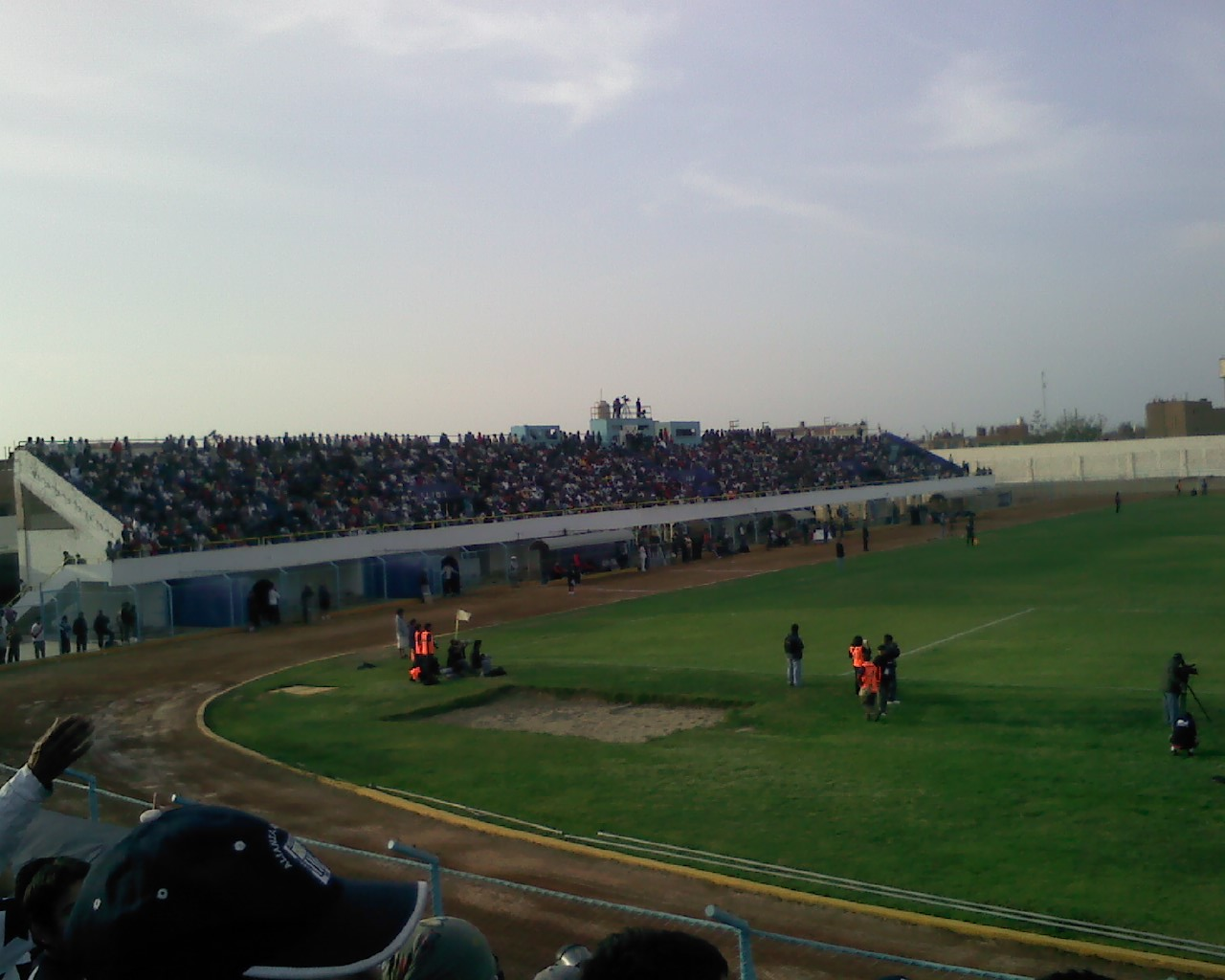
Vista de la tribuna de occidente del Estadio Segundo Aranda Torres.

El deporte más popular en la ciudad, al igual que en todo el país es el fútbol; entre los muchos clubes que lo practican, se destacan en la Copa Perú los clubes Juventud Barranco y Juventud La Palma, siendo este último el primero y, hasta ahora el único equipo de Huacho, en participar en la primera división por primera vez en el año 1979, luego de haber sido campeón de la Copa Perú en el año 1978.
| Clubes de Fútbol        |                                   |                       |           |
| Club                    | Fundación                         | Estadio               | Liga      |
| Atlético Huacho         | 22 de agosto de 1915 (109 años)   | Segundo Aranda Torres | Copa Perú |
| Porteño Foot Ball Club  | 21 de junio de 1918 (107 años)    | Segundo Aranda Torres | Copa Perú |
| Club Unión Buenos Aires | 12 de agosto de 1923 (101 años)   | Segundo Aranda Torres | Copa Perú |
| Juventud La Palma       | 7 de septiembre de 1950 (74 años) | Segundo Aranda Torres | Copa Perú |
| Juventud Barranco       | 26 de enero de 1963 (62 años)     | Segundo Aranda Torres | Copa Perú |

### Escenarios deportivos

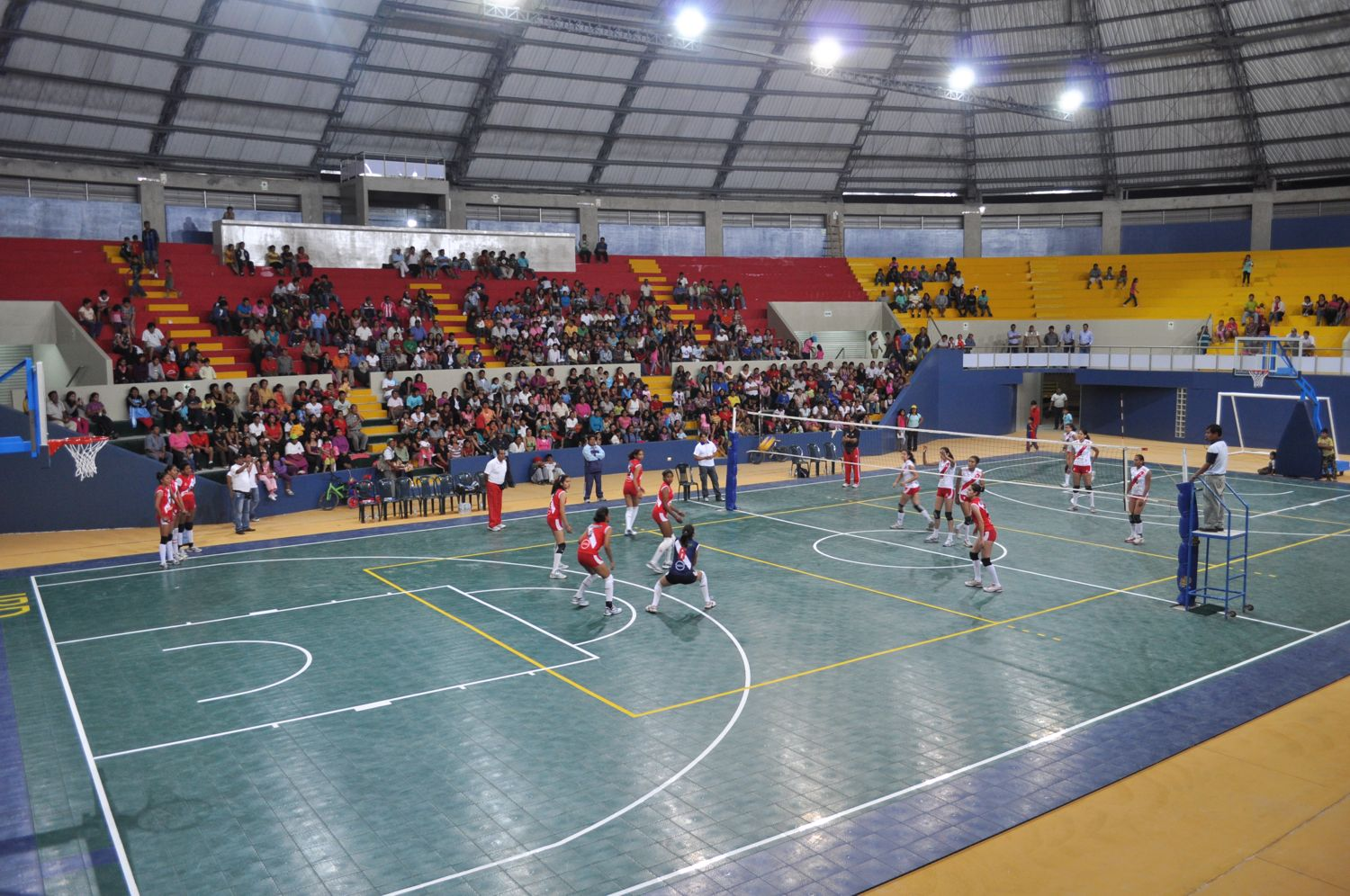
Interior del Coliseo Cerrado de Huacho.

Entre los escenarios con los que cuenta la ciudad para la práctica del fútbol podemos mencionar al Estadio Segundo Aranda Torres, con capacidad para 8.000 espectadores. Allí se celebran eventos futbolísticos y atléticos. También existen dos instalaciones deportivas cubiertas: el coliseo cerrado de huacho y el complejo deportivo nuestra señora del carmen, usados principalmente para la práctica del voleibol y baloncesto.

## Símbolos de Huacho

### Escudo

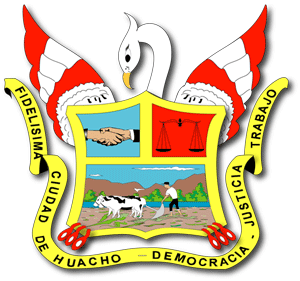
Escudo de Huacho

El Exalcalde Ernesto Ausejo Pintado encargó al dibujante huachano Julio Bernardino La Rosa Canales, la creación del Escudo de la Ciudad de Huacho.
En el año 1964, siendo alcalde Ernesto Ausejo Pintado, había en la ciudad huachana un gran ambiente de fiesta, entre otros actos se les rendía homenaje a una reina que había representado al País en una fiesta internacional. Como premio recordatorio se le entregó una medalla de oro, en una de las caras de dicha medalla había un dibujo expresivo que fue motivo de inspiración y crear un escudo para la ciudad. La iniciativa fue expresada en sesión de concejales y tuvo apoyo masivo, entonces El alcalde se presentó ante Julio B. La Rosa, para comunicarle dicha idea a fin de ponerla en práctica.
El 10 de noviembre de 1964, se encargó del trabajo práctico, haciendo el dibujo y luego el colorido adecuado.
La comuna de entonces aprobó por unanimidad el diseño y colorido aplicado.
En la parte superior, un flamenco que representa nuestras aves marinas, de colores rojo y blanco es un homenaje a nuestra bandera nacional. Sostiene el escudo con sus patas, se observa respeto y humildad en la expresión de dicha ave, representa fuerza, poder, rebeldía y significa que el carácter del pueblo huachano, que no hace rebeliones inútiles, pero si exige siempre, cumplimiento, honradez, acción y trabajo a sus directas autoridades.
En la parte céntrica de la figura está el escudo en su clásica estructura, dividida en tres campos, en la izquierda con fondo azul hay dos manos en saludo de amistad. Una es del modesto trabajador, noble y honrado campesino, minero o artesano que porta la fraternidad y la otra es del profesional o empresario, representando democracia existente en nuestras tierras.
En el campo de la derecha, con fondo rojo, la balanza de la justicia para que se reconozcan sus virtudes se le compense legalmente su aporte a la nación y atiendan sus peticiones por ser de justicia.
En el campo inferior que es más amplio que los anteriores se distingue labrador con una yunta preparando la tierra para el sembrío. A la distancia se divisa nítidamente el cerro que circunda el distrito de Sayán y el río Huaura. Este campo representa la producción agrícola.
Por último bordeando al escudo, una cinta en pliegues donde se lee: "Fidelísima Ciudad de Huacho, Democracia Justicia Trabajo".

## Gastronomía
En Huacho como en otras partes del Perú la gastronomía se basa en los ingredientes que se producen en el lugar. Algunos traídos originalmente de otras latitudes y los nativos, sumado a las recetas tradicionales de los habitantes que, a lo largo de los siglos, fueron influenciados gracias a la transculturización como las migraciones.

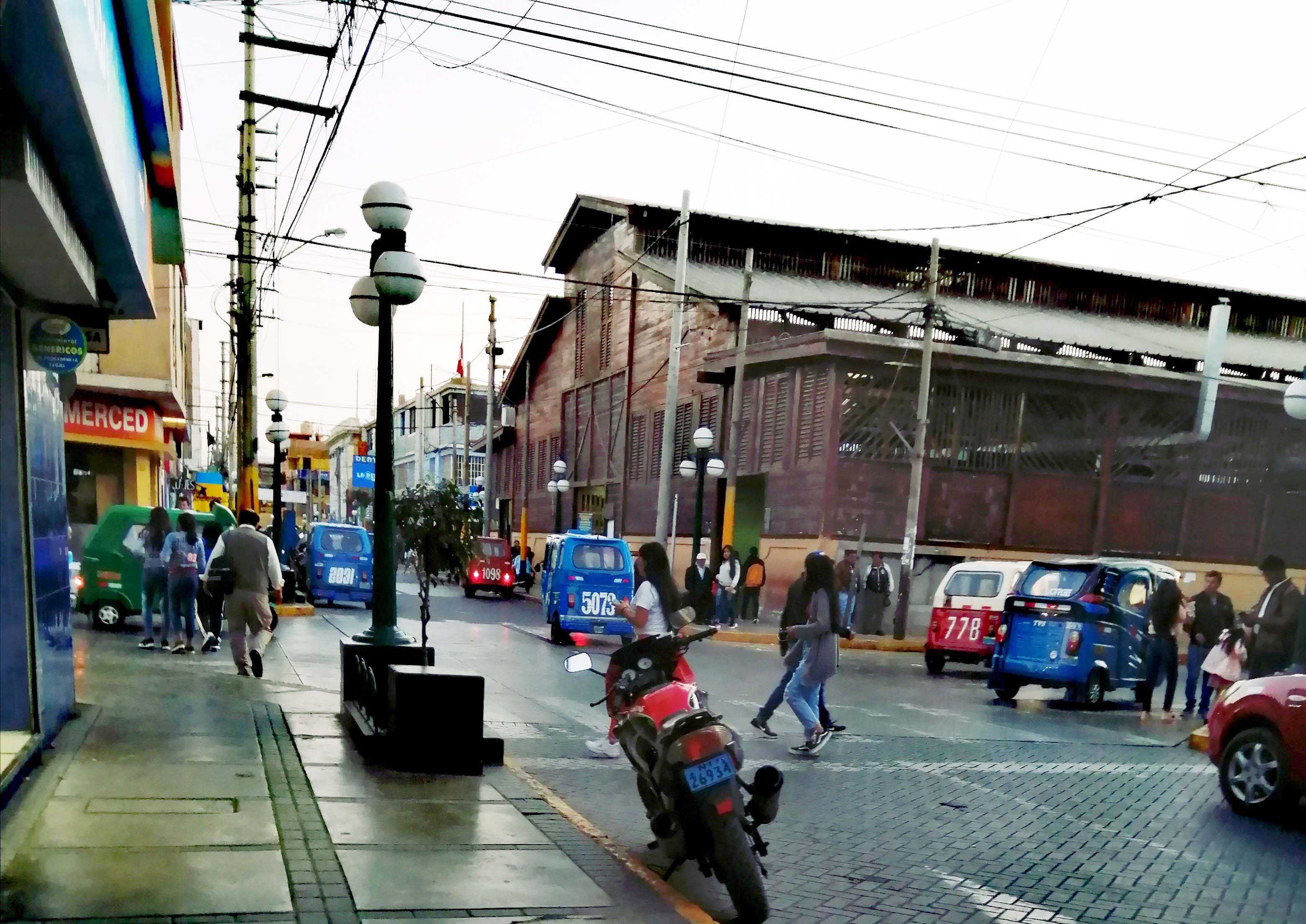
Mercado Central de Huacho.

En Huacho también existían varias pulperías reconocidas. Algunas familias locales –como los Bustamante, los Palacios, Romero y los Balvuena– se dedicaron a los negocios. Lo interesante es que también algunos inmigrantes italianos, como Luis Claverino y José Rocca, fundaron pulperías y bodegas que se convirtieron en puntos de encuentro para los huachanos. Y durante las fiestas locales las vivanderas solían ofrecer sus potajes y piqueos, como el sabroso mondongo, el puchero o un postre típico de la zona, la mazamorra de cahui.
También son parte de su gastronomía:
- Cebiche de pato: Potaje típico de la ciudad. Es un plato caliente, el pato se corta en presas, se marina con ají mirasol, naranja agria, otros condimentos y se cocina a la olla. En las fiestas familiares es infaltable el delicioso cebiche de pato. Se ofrece en todos los restaurantes de Huacho.
- Sopa huachana: Se prepara con pan francés, y tres diferentes carnes: pavo, gallina y pato, Es una preparación especial de los pobladores de antaño en ollas de barro, ahora se disfruta los domingos y en festividades en los restaurantes de la campiña de Huacho.[20]
- Cebiche huachano: Su preparación se basa en naranja agria (Que fue traída por los españoles aunque su cultivo ha perdido interés en otras partes del país) y el ají huachano conocido en la localidad como arnaucho o arnauchito. Así también el pescado de esta ciudad.[21]
- Ajíes a la huachana: Consiste básicamente en rellenar el ají con salchicha. La preparación es cortar el ají por la parte de arriba como una tapa, quitar las semillas y las venas, remojar con agua azúcar y vinagre un día antes, abrir la salchicha de huacho y freír hasta que esté cocida; después, mezclarla con la cebolla, agregar el tomate, el romero y esperar que endurezca por último mezclar con el pan molido y rellenar los ajíes. Su consumo es en los domingos y en las festividades de la ciudad.[22]

También se preparan humitas y chapanas y algunos dulces que se elaboran en Sayán, como los higos rellenos. Aún pueden conseguirse aquí algunos postres de antaño, difíciles de hallar en otros lados, como el frejol colado y el ranfañote.

### La salchicha huachana

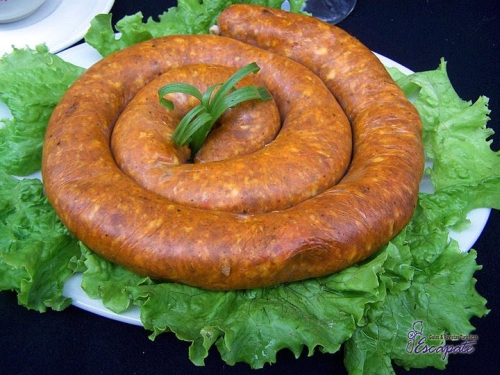
Salchicha huachana ofrecida en un puesto de comida del Mercado Central de la ciudad.

Es el plato representativo de la ciudad, muy conocida en la gastronomía del Perú y utilizada principalmente en el desayuno.
Esta salchicha se elabora siguiendo métodos que son enseñados de generación en generación cuyos ingredientes son conseguidos en la misma Campiña Huachana, al este de la ciudad.
Posee un característico color anaranjado -obtenido a partir de los tintes naturales del achiote- y se suele preparar en grandes tamaños.
Se prepara utilizando 70% de carne, generalmente del muslo del animal, y 30% de grasa mezclados con: moscada, romero, pimienta chapa, comino, sal (Producido en las salinas de Huacho), vinagre tinto y achiote. Elaborados naturalmente sin preservantes, colorantes, emulsificantes o saborizantes. Actualmente se exporta a países como Italia, España, Japón y EE. UU. Comúnmente se troza y se fríe en aceite y va acompañada de pan, se consume en los típicos desayunos huachanos.

## Atractivos turísticos

### Bandurria

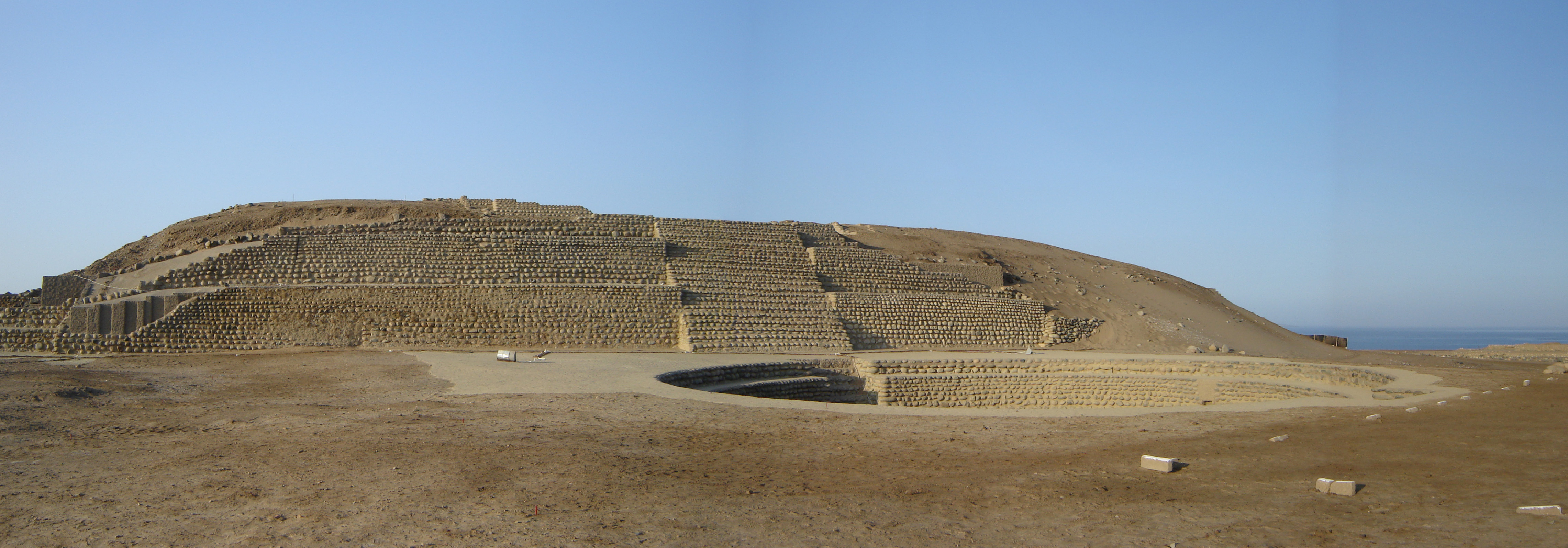
Plaza central en Bandurria

El Sitio Arqueológico de Bandurria fue descubierto por Don Domingo Torero Fernández de Córdova en 1973 y debe su nombre al estar ubicado en la Pampa de Bandurria, llamada así por la otrora abundancia de esta pequeña ave típica de la zona (Theristicus Branicknii). El centro arqueológico está ubicada a 10 km al sur de Huacho y es una de las civilizaciones más antigua de América. También habrían sido abastecedores de pescado de Caral.
A grandes rasgos los arqueólogos, estudiosos de este sitio, lo han dividido en 2 grandes áreas: El Sector Doméstico o Sector 1 y el Sector Monumental o Sector 2.
El Sector Doméstico se ubica en el extremo sur, tiene una extensión aproximada de 11 hectáreas y fue nombrado así porque la mayor parte de las evidencias encontradas corresponden a actividades cotidianas, domésticas, como la preparación de alimentos y construcciones usadas para habitación. Este sector fue destruido en sus 2/3 partes en 1973 por las aguas de rebose de la irrigación Santa Rosa, que buscando un cauce de salida al mar arrasó con las evidencias arqueológicas.

### La laguna encantada o Laguna de Pampa Colorada
A 10 km. hacia el sur este de la ciudad podemos apreciar la llamada popularmente Laguna Encantada, ubicada en la Pampa Colorada en el Distrito de Huacho; laguna originada por el producto de filtraciones y regadíos provenientes de la Irrigación Santa Rosa. La Laguna Encantada alberga en su ecosistema varias especies de aves y una frondosa vegetación. Uno de los atractivos de esta laguna, son los paseos en bote.
La Semana Santa es una de las actividades religiosas más concurridas por la gente de Huacho y de aquellas que vienen de diversos lugares al reencuentro con Dios.

### Malecón Roca

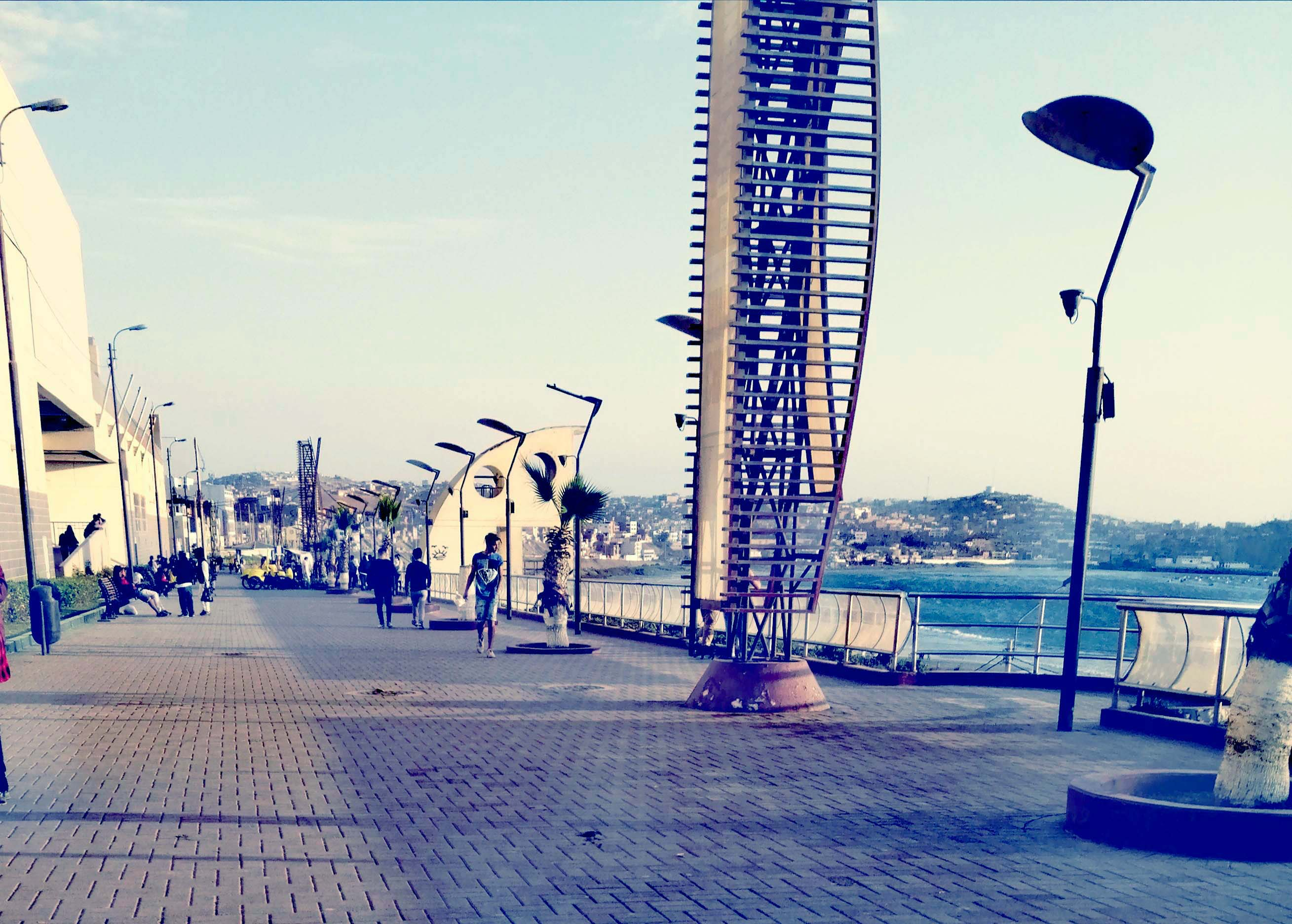
Malecón Roca.

El Malecón Roca de la Playa Chorrillos es una de las atracciones turísticas más importantes de la ciudad.
Uno de los propulsores para su construcción fue Benjamín Roca, alcalde de la Provincia de Chancay (hoy Huaura), el año 1910, que involucraba sus salones, piscinas, barandas y ornamentación del lugar.
El exalcalde, Carlos Meza Velásquez, comenzó la reconstrucción del malecón con material noble en 1988 comenzando por los salones de baile, pasadizos con vista al mar y la piscina, el periodo del exalcalde Guillermo Agüero Reeves, se hace una restauración total, inaugurándose en el mes de agosto del 2006.

### Plaza de Armas

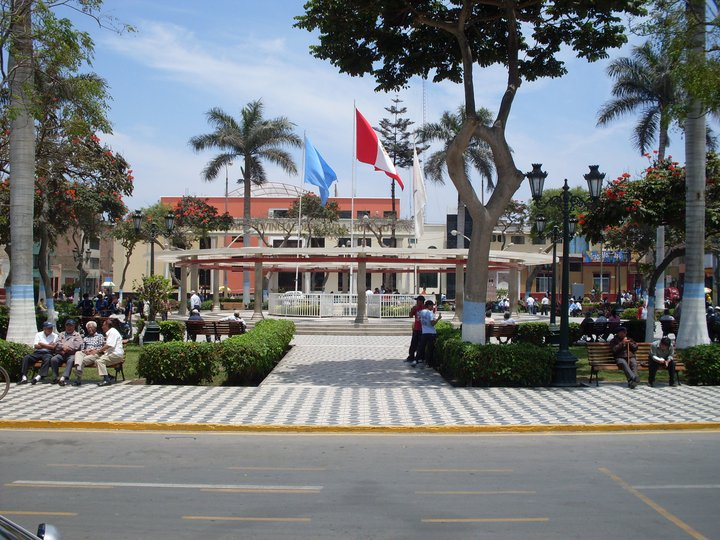
Plaza de Armas de Huacho.

Es el punto principal para toda serie de eventos y acontecimientos. A lo largo de su historia ha sufrido modificaciones; en la época de la Reducción de Indios era un criadero de caballos y acémilas, posteriormente a partir de 1878 contaba con un pilón de agua en su parte central, pero la intervención más resaltante se dio en 1949 cuando se hizo la refacción total de la Plaza Principal con jardines, sardineles y postes ornamentales y la construcción de una pérgola en su parte central inspirada en la forma de un reloj; ya que cuenta con doce columnas que representa a cada una de las horas y la forma de la estructura superior se asemeja a los minuteros y segunderos.

### Végueta
Villa ubicada a la altura del km 159 de la Panamericana Norte. Tiene una plaza principal, Iglesia y zonas agropecuarias. Cuenta con una atractiva playa denominada Tambo de Mora desde donde es posible apreciar la Isla Don Martín.

### Reserva Nacional de Lachay

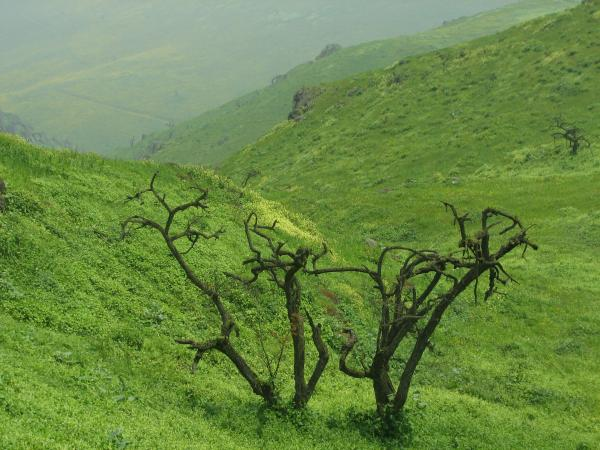
Lomas de Lachay.

Ubicada al extremo sur del Distrito de Huacho, a la altura del km 105 de la carretera Panamericana Norte. Desde allí un camino de tierra de 7 km conduce en 20 minutos en auto al ingreso a la Reserva (No es necesario una camioneta 4x4). Este ecosistema es una muestra representativa de las lomas con una vegetación que se encuentra únicamente en el Perú y en el norte de Chile. Es un ecosistema basado en la neblina, por lo que sólo hay verdor en los meses de invierno costero (junio a septiembre). Hay taras y muchas especies vegetales. Pueden verse aguiluchos, zorros costeños, perdices serranas, y ocasionalmente venados. No hay que confundir las Lomas de Lachay con la Reserva Nacional de Lachay. Las Lomas de Lachay, con una extensión mayor a las 60 mil hectáreas, pertenecen políticamente a los distritos de Sayán, Huaral, Chancay y Huaura. La Reserva Nacional de Lachay, con una extensión superior a las 5 mil hectáreas, pertenece únicamente al distrito de Huacho y no debe confundirse con "Las Lomas de Lachay" que es el título de toda la extensión vegetal adyacente a la Reserva.

### Albufera de Medio Mundo
Conocida como Albufera de Medio Mundo por su formación natural, producto de las filtraciones de agua, es ideal para acampar por sus condiciones naturales dada la gran armonía existente entre su flora y su fauna. Se encuentra ubicada a la altura del km. 175 de la carretera Panamericana Norte.
Encima de los totorales anidan y revoletean una asombrosa cantidad de garzas reales. También hay rojizos patos colombianos, gallaretas, cormoranes y zambullidores.mm

### Albufera El Paraíso
Ubicada a 11 km al sur de Huacho es el resultado de filtraciones de la irrigación Santa Rosa; tiene una longitud de 8 kilómetros dividida en dos espejos de agua. Se han identificado 19 especies de plantas, 106 especies de aves entre residentes y migratorias, dos especies de peces y una de reptiles.

### Balcón de Huaura

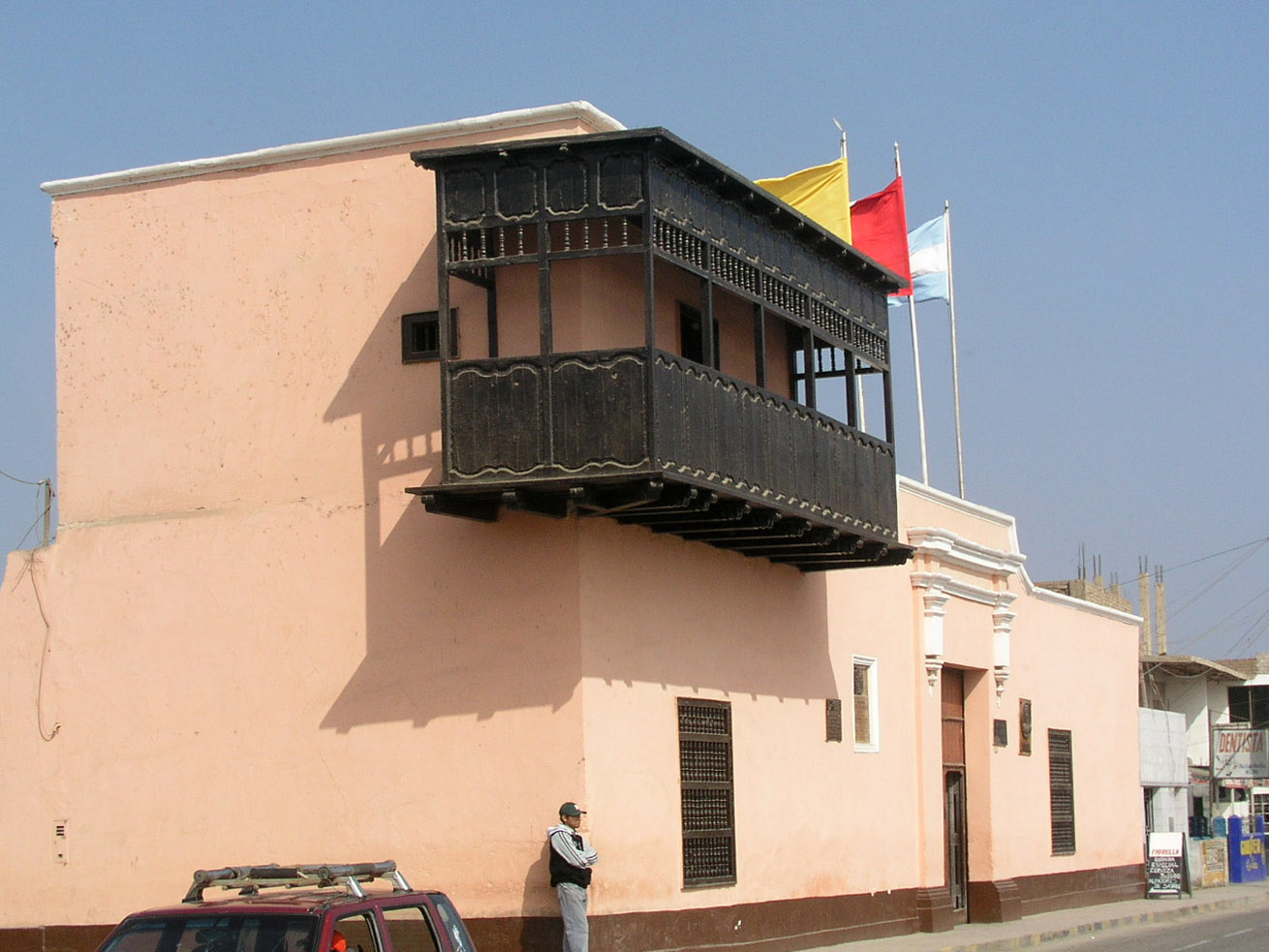
Balcón de Huaura

Conocido por ser el lugar donde, según la tradición, el general José de San Martín proclamó por primera vez la independencia del Perú, el 27 de noviembre de 1820.
Construida a inicios del siglo XVII, fue propiedad de Fermín Francisco de Carvajal y Vargas. Receptoría de la Real Aduana de Lima en Huaura hasta la llegada del general José de San Martín con su Ejército Libertador, donde el Libertador instaló su Cuartel General y -como cuanta la tradición- desde su Balcón proclamó la Independencia el 27 de noviembre de 1820. Sede de la Presidencia de la Costa desde febrero de 1821. Por Resolución Suprema del Ministerio de Fomento el 29 de junio de 1921 el Gobierno consideró de utilidad pública su adquisición para la celebración del primer centenario de la Independencia del Perú.
En sus recintos funciona hoy el Museo Histórico "Generalísimo José de San Martín". Creado por Ley N° 15148 del 19 de septiembre de 1974, días después de haber sido inaugurada la ampliación de la Casa que sirvió de Cuartel General (6 de septiembre de 1974) por la Comisión Nacional del Sesquicentenario de la independencia del Perú. Fue declarado monumento histórico según Ley N.º 9636 del 28 de octubre de 1942.

### Casa Pittaluga

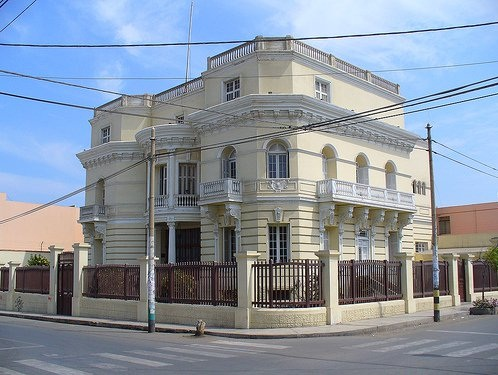
Frontis de la Casona Pittaluga.

Declarado Monumento de la Nación el 1 de agosto de 1995 con Resolución Directoral N.º 243-95/INC.
Un descendiente de italianos, a principios del siglo XX, decide afincarse en Huacho, es don Arturo Pittaluga Azaldegui, comprando terrenos al Coronel Pedro Portillo y demás herederos de don Manuel Velásquez el 25 de septiembre de 1915 por un área de 450 m² y posteriormente el 10 de abril de 1923 a don Manuel Álvarez Calderón por un área de 266.64 m².
En este terreno se construye la casa teniendo como ingeniero al señor Alberto Ortigosa y como constructor al señor Víctor Bossio. La construcción es de muros de concreto, paredes de adobe (hechos en Huaura por un señor apellidado Muñoz), y estucado de yeso (masa de yeso y agua de cola). La casa presenta cuatro niveles:
- Subterráneo: con 6 habitaciones y un patio dispuesto con ventanas de madera y barrotes de acero.
- Primer nivel: con 4 habitaciones, un vestíbulo y un hall con doce ventanas.
- Segundo nivel: con 5 habitaciones, dos cuartos de baño y un hall.
- Tercer nivel: con 3 habitaciones, un cuarto de baño, un hall y dos patios, además de una terraza sobre el techo de las tres habitaciones.

Todos los pisos son de madera machimbrada, los cielos rasos estucados con yeso, y una hermosa escalera de estilo imperial que une todos los niveles.
Don Arturo Pittaluga fallece en un accidente de tránsito, viniendo de Lima, junto con otros trabajadores entre ellos el señor José Velásquez Jara.

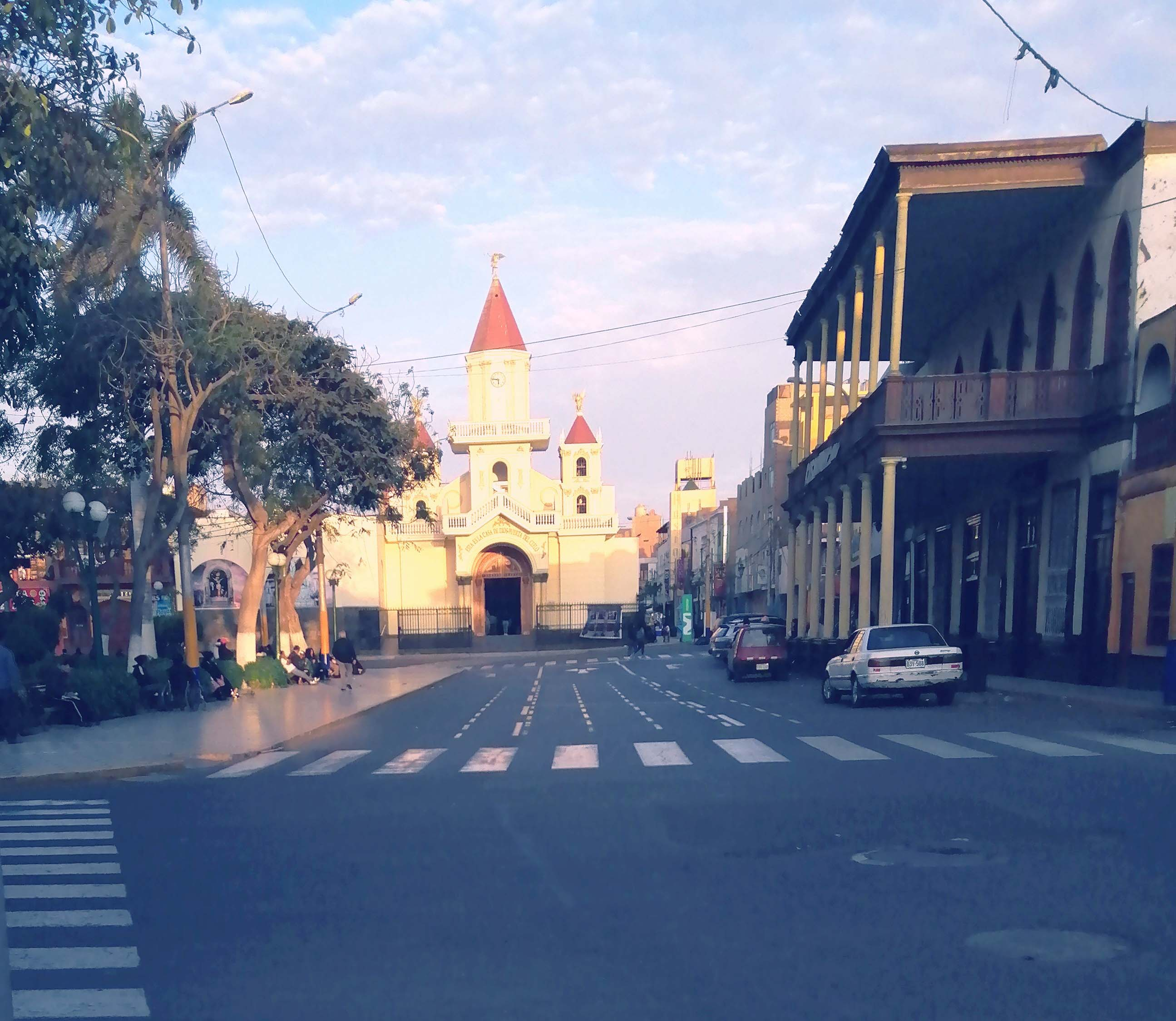
Casino Huacho a la derecha junto a la Catedral de Huacho de fondo.

Posteriormente, la casa fue expropiada durante la época de la dictadura militar, luego pasó a poder del Ministerio de Energía y Minas, con el nombre de Empresa de Electricidad del Perú- Electroperú S.A. Actualmente es propiedad de la empresa Edelnor.

### Playas e islas
La ciudad de Huacho Posee playas como El Paraíso, Hornillos,El Colorado. Entre las islas destacan: la Isla Huampanú y la Isla Mazorca.
También encontramos extensas áreas fértiles denominadas comúnmente como "Campiña", donde se pueden apreciar construcciones antiguas, como el fundo Quipico, así como chacras pequeñas, restaurantes campestres y centros de esparcimiento.

#### Don Juan
En el kilómetro 112 de la carretera Panamericana Norte. Se gira hacia la izquierda, se avanza siete kilómetros, se vuelve a girar, esta vez hacia la derecha, y se alcanza una playa de postal.
Es bastante original y conocida. Su nombre se debe a don Julio Fernández Soplapuco, quien durante 30 años ha construido viviendas con material proporcionado únicamente por el mar. Las alquila y vende, y entre sus clientes se encuentran pescadores, caminantes, y hasta funcionarios que buscan huir de las formalidades y gozar de la libertad que ofrece la naturaleza.

#### Playa CENTINELA ubicada en el Distrito de HUAURA
Se ubica en HUAURA el kilómetro 154 de la Carretera Panamericana, las excelentes olas de esta espectacular playa hace que sea ideal para los amantes del deporte de la tabla y una de las preferidas por los surfistas. Debe su nombre al hecho de que en la antigüedad existía aquí un centinela encargado de vigilar los mares y prevenir a la villa de los ataques piratas. Durante el verano se organizan competencias de Tablas y concursos de baile.

## Ciudades hermanadas
- Lima, Perú
- Valparaíso, Chile
- Wellington, Nueva Zelanda
- Madrid, España[cita requerida]
- París, Francia[cita requerida]
- Barcelona, España
- Huaura, Perú
- Distrito de Hualmay, Perú